# Saunders Lewis
Saunders Lewis (John Saunders Lewis) (15 de octubre de 1893 - 1 de septiembre de 1985) fue un poeta, dramaturgo, historiador, crítico literario y activista político británico. Fue un prominente nacionalista galés y fundador del Partido Nacional Galés (Welsh National Party en inglés, después conocido como Plaid Cymru). Se le considera haber estado entre las figuras más prominentes del siglo XX de la literatura galesa. Fue nominado en 1970 al Premio Nobel de Literatura, y en 2005 quedó décimo entre las 'personas más importantes por siempre en Gales' en una votación de la BBC de Gales.

## Biografía

### Primeros años de vida
Nació en el seno de una familia galesa que vivía en Wallasey, Inglaterra, en 1893, Lewis estaba estudiando filología inglesa y filolofía francesa en la Universidad de Liverpool cuando estalló la Primera Guerra Mundial. Tras haber servido como oficial con los Guardas de la Frontera del Sur de Gales (South Wales Borderers) volvió a la universidad para graduarse en filología inglesa.
En 1922 fue designado profesor de galés en la Universidad de Swansea, en la Universidad de Gales. Durante su estancia en Swansea realizó algunas de sus obras más emocionantes de crítica literaria: Una Escuela de Augustales Galeses (A School of Welsh Augustans en inglés) (1924), Williams Pantycelyn (1927) y Braslun o hanes llenyddiaeth Gymraeg (un esbozo de la historia de la literatura galesa) (1932).

### Fundación dePlaid Cymru
Sus experiencias en la Primera Guerra Mundial y su simpatía por la causa de la independencia irlandesa le llevó al nacionalismo galés, y en 1925 se reunió con H.R. Jones, Lewis Valentine y otros en la Reunión Nacional de Eisteddfod en 1925 (The National Eisteddfod Meeting), que tuvo lugar en Pwllheli, Gwynedd, con el propósito de establecer un partido galés.
Las discusiones por la necesidad de un partido galés habían circulado desde el siglo XIX. Con la generación más o menos anterior a 1922 había habido un marcado incremento en el reconocimiento constitucional de la nación galesa, escribió el historiador Dr. John Davies. Para 1924 había personas en Gales ansiosas de crear de su nacionalidad el foco de la política galesa.
Tanto Lewis como Jones representaban otras dos organizaciones, fundadas solo el año previo, con Lewis encabezando El Movimiento Galés (The Welsh Movement en inglés) y Jones encabezando los Gobernantes Internos Galeses (Welsh Home Rulers en inglés). La principal intención del partido era abrigar a una Gales hablando galés. Al final se acordó que los asuntos del partido serían dirigidos en galés y que los miembros rompieran todos los vínculos con otros partidos británicos. Lewis insistió en estos principios antes de aceptar la conferencia de Pwllheli.
Según el censo de 1911, de una población de menos de 2.5 millones de habitantes en Gales, el 43.5% hablaba galés como lengua materna. Esto representaba un descenso respecto al censo de 1891 con un 54.4% de hablantes de galés de una población total de 1.5 millones.
Con estos prerrequisitos Lewis condenó el nacionalismo galés que había existido, un nacionalismo caracterizado por conferencias internas del partido, una obsesión con Westminster y un deseo de aceptar una posición subordinada para la lengua galesa, escribió Dr. Davies. Se debería seguramente a estas posiciones estrictas que el partido no consiguió atraer políticos con experiencia en sus primeros años. Sin embargo, los miembros del partido creían que su fundación era un logro por sí mismo; por el mero hecho de existir, el partido era una declaración del hecho diferencial de Gales, escribió Dr. Davies.

### La doctrina de Lewis 1926-1939
Durante los años de entreguerras Plaid Genedlaethol Cymru tuvo más éxito como grupo de presión social y educativo que como partido político. Para Saunders Lewis, presidente del partido entre 1926 y 1939, el principal propósito del partido [es] 'eliminar de los galeses la sensación de inferioridad... para eliminar de nuestro amado país la marca y la vergüenza de la conquista' . Lewis se esforzó por proyectar el Galismo en un nuevo contexto; escrito por Dr. Davies.
Lewis ansiaba manifestar en qué manera la herencia galesa estaba vinculada como una de las fundadoras de la civilización europea. Lewis, auto-descrito como gran monarca, escribió que la civilización es más que una abstracción. Debe tener una morada local y un nombre. Aquí su nombre: Gales. Asimismo, Lewis se esforzó por la estabilidad y el bienestar de las comunidades que hablaban galés, desacreditadas por ambos capitalismo y socialismo, y promovió lo que él llamaba perchentyaeth; un plan de distribución de la propiedad entre las masas."

### Tân yn Llŷn1936
El nacionalismo galés se encendió en 1936 cuando el gobierno de Reino Unido se decidió por establecer una escuela de bombardeo en Penyberth, en la península de Lleyn (Llŷn en galés), en Gwynedd. Los acontecimientos ocurridos alrededor de la protesta, conocidos como Tân yn Llŷn (Fuego en Lleyn), ayudaron a definir Plaid Genedlaethol Cymru. El gobierno del Reino Unido escogió Lleyn como el emplazamiento para su nueva escuela de bombardeo después de que lugares similares en Northumberland y Dorset comenzaran con protestas.
No obstante, el primer ministro británico Stanley Baldwin se negó a escuchar el caso contra la escuela de bombardeo en Gales, a pesar de haber una delegación que representaba a medio millón de galeses en protesta. A esto se sumó Lewis cuando escribió que el gobierno británico tenía la intención de convertir uno de los hogares esenciales de la cultura, lengua y literatura galeses en un lugar que promocionaba un método bárbaro de guerra. La construcción del edificio la escuela de bombardeo comenzó exactamente 400 años después de la primera Acta de Unión anexionara Gales a Inglaterra.
El 8 de septiembre de 1936 el edificio de la escuela de bombardeo fue incendiado y en la investigación que siguió se exigieron responsabilidades a Saunders Lewis, Lewis Valentine y David John Williams. El juicio en Caernarfon se acordó llevar el caso al Old Bailey en Londres. Los tres fueron sentenciados a nueve meses de cárcel en Wormwood Scrubs, y tras su liberación fueron recibidos como héroes por 15.000 galeses en el pabellón de Caernarfon.
Muchos galeses estaban enfadados por el desdeñoso tratamiento del juez hacia la lengua galesa, por la decisión de trasladar el juicio a Londres, y por la decisión de la Universidad de Swansea (en la Universidad de Gales) de despedir a Lewis de su puesto de trabajo antes de que se le fuera declarado culpable. Dafydd Glyn Jones escribió sobre el fuego que era la primera vez en cinco siglos que Gales contraatacaba a Inglaterra con una medida violenta... Para la gente galesa, que habían dejado de creer desde hacía tiempo que la tenían en ellos, fue una conmoción profunda.
Sin embargo, a pesar de la aclamación de los eventos que generó el Tân yn Llŷn, para 1938 el concepto de Lewis de perchentyaeth había sido firmemente rechazado como principio no fundamental del partido. En 1939 Lewis dimitió como presidente del Plaid Genedleathol Cymru citando que Gales no estaba preparada para aceptar el liderazgo de un católico.
Lewis era el hijo y el nieto de unos prominentes ministros metodistas calvinistas galeses. En 1932, se convirtió al catolicismo.

### Segunda Guerra Mundial
Lewis mantuvo una neutralidad estricta en sus escritos a través de su columna Cwrs y Byd en Y Faner. Fue su intento de una interpretación imparcial de las causas y eventos de la guerra.
Fuera de la posición inicial del partido en la guerra, los miembros del partido eran libres de elegir por ellos mismos su nivel de apoyo del esfuerzo de la guerra. Plaid Genedlaethol Cymru era oficialmente neutral considerando la implicación en la Segunda Guerra Mundial, lo que Lewis y otros líderes consideraban una continuación de la Primera Guerra Mundial. La concepción de que Gales como nación (lo cual era principal a la política de neutralidad) tenía el derecho de decidir independientemente su actitud hacia la guerra, y el rechazo de otras naciones de forzar a los hombres galeses de servir en sus fuerzas armadas. Con esta actuación retadora y revolucionaria, Lewis esperaba que un número significante de hombres galeses rehusaran unirse a la Armada Británica.
Lewis y otros miembros del partido intentaban fortalecer la lealtad a la Nación Galesa sobre la lealtad al Estado Británico]]." Lewis sostenía que la única prueba de que la nación galesa existe es que hay algunos que actúan como si existiera de verdad."
Sin embargo, la mayor parte de los miembros del partido que exigían el estatus objeción de conciencia lo hacían en el contexto de sus posturas morales y religiosas, más que por la política del partido. De estos casi todos estaban exentos del servicio militar. Alrededor de 24 miembros hacían de la política sus motivos base para la exención, de los cuales a 12 se les impusieron sentencias de encarcelamiento. Para Lewis, aquellos que objetaban probaban que la asimilación de Gales resistía, incluso bajo las presiones más extremas."

### Elección complementaria de la Universidad de Gales, 1943
Antes de 1950, las universidades podían elegir y devolver representantes al parlamento británico. En 1943 Lewis luchó por un puesto el parlamento por Universidad de Gales por elección complementaria, su oponente era un antiguo diputado vicepresidente del Plaid Genedlaethol Cymru: Dr. William John Gruffydd. Gruffydd había manifestado dudas sobre las ideas de Lewis desde 1933, y para 1943 se había unido al Partido Liberal. El "brillante pero caprichoso" era el favorito con los intelectuales galesoparlantes y atrajo el 52.3 por ciento de los votos, quedando un 22% para Lewis, o 1,330 votos.
La elección dividió efectivamente a la inteligencia galesoparlante y dejó a Lewis resentido con los políticos y retirado de la participación política directa. No obstante, la experiencia resultó inestimable para Plaid Cymru, como comenzaron a referirse a sí mismos, como la primera vez que eran tomados seriamente como fuerza política. La campaña de la elección complementaria llevó directamente a un crecimiento considerable para la afiliación del partido.

### Tynged yr Iaithy el censo de 1961
En 1962 Lewis dio un discurso radiofónico titulado Tynged yr Iaith (El Destino del Lenguaje), en el cual predijo la extinción de la lengua galesa a menos que se tomaran acciones. El intento de Lewis era motivar a Plaid Cymru en acción más directa promoviendo el lenguaje, sin embargo llevó a la formación de Cymdeithas yr Iaith Gymraeg (La Sociedad de la Lengua Galesa) más tarde ese mismo año en una escuela de verano de Plaid Cymru que tuvo lugar en Pontardawe en Glamorgan. La fundación de Cymdeithas yr Iaith Gymraeg permitía a Plaid Cymru centrarse en la política electoral, mientras Cymdeithas se centraba en promover la lengua.
Lewis dio a su discurso radiofónico responiendo al censo de 1961, el cual mostró un descenso en el número de galesoparlantes del 36% en 1931 al 26%, de una población de alrededor de 2.5 millones de personas. En el censo; Merionnydd, Ynys Mon, Carmarthen y Caernarfon promediaban el 75% de la concentración de los galesoparlantes, con el mayor descenso significativo en los condados de Glamorgan, Flint y Pembroke.
Respondiendo a las peticiones galesas del traspaso de competencias, en 1964 el gobierno laborista hizo efectivas estas peticiones estableciendo los no-electos Ministerio Galés (en galés Swyddfa Gymreig) y la Secretaría de Estado de Gales.

### Nominado al Premio Nobel
En 1970 fue nominado para el Premio Nobel de Literatura. Su obras de literatura incluyen piezas de teatro, poesía, novelas y ensayos. Escribió en su mayoría en galés, pero también escribió algunas obras en inglés. Cuando murió en 1985 se encontraba entre los más célebres escritores galeses.

## Críticas políticas
Las vistas elitistas percibidas por Lewis y una actitud digna hacia algunos aspectos de las tradiciones inconformistas, radicales y pacifistas de Gales atrajeron críticas por parte de compañeros nacionalistas como as David J. Davies, un miembro de un partido izquierdista. Davies argumentaba a favor de enfrentarse a las comunidades galesas angloparlantes y enfatizar la integridad territorial de Gales. Davies señalaba los países escandinavos como modelo a imitar, y estuvo activo en implicaciones económicas del autogobierno galés.
En muchos respectos fue el ideal de Davies sobre el nacionalismo galés el que fue adoptado después de la Segunda Guerra Mundial, escrito por Dr. Davies. Pero fue la brillantez y el carismático atractivo de Lewis lo que fue firmemente asociado con Plaid Genedlaethol Cymru en los años 30 del siglo XX.
En 1936, en medio de la confusión de Tân yn Llŷn, Lewis elogió a Adolf Hitler cuando este dijo: Una vez que él cumplió su promesa, una promesa que fue enormemente burlada por los documentos londinenses meses antes, para abolir completamente la fuerza financiera de los judíos en la vida económica de Alemania.
Sin embargo, dentro del contexto de la década de 1930, otros políticos británicos de otros partidos ofrecieron el respaldo a líderes fascistas. En 1933 Winston Churchill caracterizó a Mussolini como el mayor legislador entre los hombres (the greatest lawgiver among men en inglés), y más tarde escribió en su libro de 1937 Grandes Contemporarios (Great Contemporaries), si nuestro país fuera derrotado, espero que encontremos un campeón tan admirable (como Hitler) para restaurar nuestro coraje y dirigirnos de vuelta a nuestro lugar entre las naciones (if our country were defeated, I hope we should find a champion as admirable (as Hitler) to restore our courage and lead us back to our place among the nations). En la misma obra, Churchill expresó una esperanza que, a pesar de las aparentes tendencias dictatoriales de Hitler, de la que usaría su poder para reconstruir Alemania en un miembro valioso de la comunidad mundial. En agosto de 1936, el miembro del Partido Liberal David Lloyd George se encontró con Hitler en Berchtesgaden y brindó unos comentarios públicos que fueron sorprendentemente favorables al dictador alemán, expresando un gran entusiasmo para ambos Hitler persoanlmente y para los proyectos de los trabajos públicos de Alemania (al volver, escribió de Hitler en el Daily Express como el mayor alemán viviente.

## Actividad literaria
Lewis fue principalmente un dramaturgo. Sus primerísma obra fue Blodeuwedd (La mujer de flores) (1923-25, revisado en 1948). Entre otras obras célebres se encuentran Buchedd Garmon (La vida de Germanus) (comedia radiofónica, 1936), Siwan (1956), Gymerwch chi sigarét? (¿Tendrás un cigarrillo?) (1956), Brad (Traición) (1958), Esther (1960) y Cymru fydd (La Gales de Mañana) (1967). También tradujo la obra de Samuel Beckett: Esperando a Godot (En attendant Godot) al galés.
Publicó dos novleas: Mónica (Monica) (1930) y Merch Gwern Hywel (La hija de Gwern Hywel) (1964) y dos colecciones de poemas así como numerosos artículos y ensayos en varios periódicos, revistas y diarios. Estos artículos han sido recogidos en volúmenes incluyendo: Canlyn Arthur (Siguiendo a Arturo) (1938), Ysgrifau dydd Mercher (Ensayos de Miércoles) (1945), Meistri'r canrifoedd (Señores de los Siglos) (1973), Meistri a'u crefft (Los Señores y su Oficio) (1981) y Ati ŵyr ifainc (Id a por ello, Jóvenes) (1986).

## Obras en inglés y traducciones
- Lewis, Saunders (1997), Monica. Traducido por Meic Stephens. Bridgend: Seren. ISBN 1-85411-195-7.
- Lewis, Saunders (1985-2002), The plays of Saunders Lewis. 4 vols. Traducido por Joseph P. Clancy. ISBN 0-9540569-4-9, 0715406485, 0954056957, 0715406523.
- Lewis, Saunders (1993), Selected poems. Traducido por Joseph P. Clancy. Cardiff: University of Wales Press. ISBN 0-7083-1194-6.